# Mitsubishi Logisnext
Mitsubishi Logisnext Co., Ltd. (jap. 三菱ロジスネクスト株式会社 Mitsubishi Rojisunekusuto Kabushiki-gaisha) – 
producent akumulatorowych wózków widłowych i innych maszyn przemysłowych z siedzibą w Nagaokakyō, prefekturze Kioto, Japonii, przynależny do Mitsubishi Heavy Industries. Firma powstała jako Nippon Yusoki Kabushiki-gaisha 4 sierpnia 1937 roku.